# بيت شيلدز
بيت شيلدز (بالإنجليزية: Pete Shields)‏ هو لاعب كرة قدم أمريكية أمريكي، ولد في 21 سبتمبر 1891 في Swiftwater, Mississippi ‏ في الولايات المتحدة، وتوفي في 11 فبراير 1961 في جاكسون في الولايات المتحدة.

## وصلات خارجية
- بيت شيلدز على موقع دوري كرة القاعدة الرئيسي (الإنجليزية)
- بيت شيلدز على موقعبيزبول رفرنس.كوم (الدوري الرئيسي) (الإنجليزية)
- بيت شيلدز على موقعبيزبول رفرنس.كوم (الدوري الثانوي) (الإنجليزية)
- بيت شيلدز على موقع مشجعي الرسوم البيانية (الإنجليزية)